# Teorema de Pitot

PA = PB

Cuadrilátero tangencial

El teorema de Pitot establece que en un cuadrilátero convexo que inscribe una circunferencia, el resultado de la suma de los lados opuestos es el mismo. El teorema lleva el nombre del ingeniero francés Henri Pitot que lo probó en 1725, mientras que el inverso fue probado por el matemático suizo Jakob Steiner en 1846:
{\displaystyle {\overline {AB}}+{\overline {CD}}={\overline {BC}}+{\overline {DA}}.}

## Demostración del teorema de pitot
Sea {\displaystyle a=AB}, {\displaystyle b=BC}, {\displaystyle c=CD}, {\displaystyle d=DA},
se llama {\displaystyle E}, {\displaystyle F}, {\displaystyle G}, {\displaystyle H} a los puntos de tangencia en los lados {\displaystyle a}, {\displaystyle b}, {\displaystyle c}, {\displaystyle d} respectivamente.
Por ser rectas tangentes se sabe que:
{\displaystyle AE=AH=W},
{\displaystyle BE=BF=X},
{\displaystyle CF=CG=Y},
{\displaystyle DG=DH=Z},
Luego: 
{\displaystyle AB=W+X},
{\displaystyle BC=X+Y},
{\displaystyle CD=Y+Z},
{\displaystyle DA=W+Z},
Entonces {\displaystyle AB+CD=BC+DA=W+X+Y+Z}